# Walther Bothe
Pour les articles homonymes, voir Bothe.
Walther Wilhelm Georg Bothe (8 janvier 1891 à Oranienbourg, en Province de Brandebourg - 8 février 1957 à Heidelberg, Allemagne) est un physicien, mathématicien et chimiste allemand qui a apporté des contributions fondamentales à la physique nucléaire moderne. Il est lauréat de la moitié du prix Nobel de physique de 1954 (l'autre moitié a été remise à Max Born) « pour sa méthode des coïncidences (de) et les découvertes qui en ont découlé » (méthode utilisée en physique statistique).

## Biographie
Bothe naît à Oranienbourg, de Friedrich Bothe, maître horloger, et Charlotte Bothe née Hartung, son épouse, couturière. Il passe son enfance et la majeure partie de sa jeunesse dans sa ville natale. Né au 2, Berliner Straße, il déménage en 1892 au 7, Bernauer Straße (les deux maisons furent entièrement détruites lors des bombardements de la Seconde Guerre mondiale). Il se distingue alors par un esprit aiguisé et logique, une volonté inflexible et un don pour la musique et la peinture.
Il passe son baccalauréat en 1908 à Berlin, puis y étudie la physique, les mathématiques, la chimie et la musique à l'université jusqu'en 1913. Il finance ses études par des cours privés et des travaux occasionnels pour compléter ses bourses.
Après avoir passé son Lehramtsprüfung (de) (examen d'enseignant) en 1913, il travaille un temps comme assistant à la Landwirtschaftliche Hochschule (en) (école supérieure d'agriculture) de Berlin. Mais il est vite engagé au laboratoire sur la radioactivité du Physikalisch-Technische Reichsanstalt, créé un an plus tôt par Hans Geiger. Élève de Max Planck, il soutient en 1914 sa thèse de doctorat : Au sujet de la théorie moléculaire de la réfraction, réflexion, dispersion et extinction
Au cours de la Première Guerre mondiale, Bothe est fait prisonnier de guerre par les Russes. Durant sa captivité, il développe avec des moyens de fortune des fabriques d'allumettes et de soude. Il contribue en outre à plusieurs problèmes de mathématiques et se consacre à l'apprentissage du russe.
Le 8 juillet 1920, à Moscou, il épouse Barbara (Warwara) Belowa. Il l'a rencontrée à Berlin avant la guerre et a régulièrement correspondu avec elle. De ce mariage ils auront deux filles. Il retourne en Allemagne en 1920.
Il a joué un rôle clé dans la découverte du neutron en collaboration avec Herbert Becker. En 1930, Bothe et Becker emploient les particules alpha émis par le polonium pour bombarder les éléments légers lithium, béryllium et bore. Ils observent une nouvelle forme de rayonnement qui possède un très grand pouvoir de pénétration. En 1932 James Chadwick identifie ce nouveau rayonnement comme étant le neutron.
Durant la Seconde Guerre mondiale, il participe au « Projet Uranium » lancé en 1939 par le régime nazi, quelques mois après la découverte de la fission nucléaire.
Il invente un circuit logique constitué de 3 opérateurs ET, OU, NON pour étudier le moment angulaire d'une particule.
Son épouse décède en 1955. Walther Bothe décède en 1957.

## Publications
- (avec Hans Geiger), Experimentaler Teil, 1921
- Bemerkung zur vorstehenden Arbeit, 1921
- Remarks on the Leipziger DÒ attempt, 1941
- The distribution of velocity of the neutrons in a braking means, 1942
- The vermehrung of fast neutrons in uranium and some other work from the KWI Heidelberg
- Over radiation protection walls
- (avec W. Fünfer), Layer attempts with variation of the u and DÒ thicknesses